# The Bespoke Overcoat
The Bespoke Overcoat é um filme de drama em curta-metragem britânico de 1956 dirigido e escrito por Jack Clayton, baseado em histórias de Nikolai Gogol e Wolf Mankowitz. Venceu o Oscar de melhor curta-metragem em live-action: 2 bobinas na edição de 1957.

## Elenco
- Alfie Bass - Fender
- David Kossoff - Morrie
- Alan Tilvern - Ranting
- Alf Dean - Gravedigger